# Саша Александр
Саша Александр (англ. Sasha Alexander, имя при рождении — Сюзана С. Дробнякович (англ. Suzana S. Drobnjaković, серб. Сузана С. Дробњаковић); род. 17 мая 1973, Лос-Анджелес, Калифорния, США) — американская актриса, наиболее известная по ролям доктора Моры Айлс в телесериале «Риццоли и Айлс» (2010—2016) и специального агента Кейтлин Тодд в «Морская полиция: Спецотдел» (2003—2005).

## Биография
Сюзана С. Дробнякович родилась в Лос-Анджелесе, в семье итальянца и сербки. Хорошо разговаривает на сербском и итальянском языках. В детстве её прозвищем было Саша, а брат называл её Александр. Отсюда произошло сценическое имя Саша Александр. Актёрскую деятельность начала ещё в школе: в седьмом классе ей досталась главная роль в пьесе «Малыш». Она выступала на сцене во время учёбы в школе и колледже. Однажды участвовала в шекспировском фестивале в Нью-Йорке, где сыграла роль Катарины в пьесе «Укрощение строптивой». Работала с Cicely Berry и Шекспировской королевской компанией. Окончила школу кинематографии и телевидения при университете Южной Калифорнии.
Первую главную роль Александр сыграла в сериале Wasteland, который был закрыт после трёх эпизодов в 1999 году, после чего она получила второстепенную роль в подростковой драме «Бухта Доусона», где сыграла сестру героя Джошуа Джексона. После этого она сыграла эпизодические роли в сериалах «C.S.I.: Место преступления» и «Друзья», в 2002 году получила регулярную роль в медицинской драме «Клиника Сан-Франциско», где играла вместе с Даной Дилейни.
В 2003 году Саша Александр получила роль агента Кейтлин Тодд в сериале «Морская полиция: Спецотдел», на протяжении двух сезонов входила в основной актёрский состав сериала. В финале второго сезона её героиня была убита. На этот неожиданный сюжетный ход создатели сериала вынуждены были пойти после того, как Александр попросила о расторжении её контракта. В последующие несколько лет она играла эпизодические роли на телевидении, а также кратко появилась в кинофильмах «Миссия невыполнима 3», «Всегда говори «да»» и «Обещать — не значит жениться».
В 2010 году Саша Александр начала играть роль эксцентричного медицинского эксперта Моры Айлс в телесериале TNT «Риццоли и Айлс», где снималась вместе с Энджи Хэрмон. Сериал стартовал со значительными рейтингами для кабельного телевидения и в итоге стал наибольшим достижением в карьере актрисы. Шоу просуществовало семь сезонов, завершившись в 2016 году. В 2015 году Александр взяла на себя второстепенную роль в сериале Showtime «Бесстыдники», где впервые в карьере появилась на экране обнаженной.

## Личная жизнь
В 1999 Александр вышла замуж за режиссёра Люка Пецеля. Этот брак был аннулирован. 11 августа 2007 года Александр вышла замуж за режиссёра Эдоардо Понти, сына Софи Лорен и продюсера Карло Понти. В этом браке родилось двое детей: Лючия София и Леонардо Фортунато.

## Фильмография
| Год       |     | Русское название                    | Оригинальное название             | Роль                           |
| --------- | --- | ----------------------------------- | --------------------------------- | ------------------------------ |
| 1997      | ф   | Внутренняя сущность                 | Visceral Matter                   | Карен Чемберс                  |
| 1997      | кор | Битва полов                         | Battle of the Sexes               | н/д                            |
| 1999      | с   | —                                   | Wasteland                         | Джесси Прессер                 |
| 1999      | ф   | Близнецы из Айдахо                  | Twin Falls Idaho                  | мисс Америка                   |
| 2000—2001 | с   | Бухта Доусона                       | Dawson’s Creek                    | Гретчен Уиттер                 |
| 2001      | ф   | Парень хоть куда                    | All Over the Guy                  | Джеки Саманта Голд             |
| 2001      | с   | C.S.I.: Место преступления          | CSI: Crime Scene Investigation    | окружной прокурор Робин Чайлдс |
| 2001      | тф  | —                                   | Ball & Chain                      | Хлоя Джонс                     |
| 2002      | с   | Друзья                              | Friends                           | интервьюер                     |
| 2002      | с   | Кролик Грег                         | Greg the Bunny                    | Лора Карлсон                   |
| 2002      | с   | Клиника Сан-Франциско               | Presidio Med                      | доктор Джеки Коллетт           |
| 2003      | тф  | —                                   | Expert Witness                    | н/д                            |
| 2003—2015 | с   | Морская полиция: Спецотдел          | NCIS                              | Кейтлин Тодд                   |
| 2005      | ф   | —                                   | Lucky 13                          | Сьюзи                          |
| 2006      | с   | Последний рубеж                     | E-Ring                            | Эллисон Меррилл                |
| 2006      | ф   | Миссия невыполнима 3                | Mission: Impossible III           | Мелисса                        |
| 2006      | с   | Девять                              | The Nine                          | Джулиана                       |
| 2008      | ф   | Последняя колыбельная               | The Last Lullaby                  | Сара                           |
| 2008      | ф   | Всегда говори «да»                  | Yes Man                           | Люси                           |
| 2008      | ф   | Соперница                           | Tenure                            | Маргарет                       |
| 2009      | ф   | Обещать — не значит жениться        | He’s Just Not That Into You       | Кэтрин                         |
| 2009      | ф   | Любовь случается                    | Love Happens                      | Джессика                       |
| 2009      | с   | Под прикрытием                      | Dark Blue                         | агент Джулия Харрис            |
| 2009      | в   | —                                   | Play Dead                         | Кэроланн                       |
| 2009      | тф  | —                                   | The Karenskys                     | Эмили Этвуд                    |
| 2010      | с   | Доктор Хаус                         | House                             | Нора                           |
| 2010—2016 | с   | Риццоли и Айлс                      | Rizzoli & Isles                   | Мора Айлс                      |
| 2011      | ф   | Диагноз любовь                      | Coming & Going                    | Алекс                          |
| 2013      | ф   | Девушка из Нагасаки                 | The Girl from Nagasaki            | Аделаида                       |
| 2015—2016 | с   | Бесстыдники                         | Shameless                         | Хелен Раньон                   |
| 2017      | ф   | Бернард и Хьюи                      | Bernard and Huey                  | Роз                            |
| 2018      | ф   | Аманда Маккей                       | Amanda McKay                      | Мэрианна                       |
| 2018      | ф   | —                                   | Ride                              | Мариэнн                        |
| 2018      | с   | Закон и порядок: Специальный корпус | Law & Order: Special Victims Unit | Энн Милл                       |
| 2019      | с   | ФБР                                 | FBI                               | Валери Колдуэлл                |
| 2020      | мс  | Детстроук: Рыцари и Драконы         | Deathstroke: Knights & Dragons    | Аделайн Кейн Уилсон            |
| 2020      | с   | Удивительные истории                | Amazing Stories                   | Пола Портер                    |
| 2020      | с   | Умерь свой энтузиазм                | Curb Your Enthusiasm              | Мишель                         |
| 2020      | ф   | Опасная ложь                        | Dangerous Lies                    | детектив Чеслер                |